# Étoilé
Étoilé – środowisko graficzne powstałe na GNUStep, specyfikacji systemów OpenStep, OS X i bibliotekach Cocoa.

## Wymagane biblioteki
Étoilé do działania wymaga zainstalowanych w systemie następujących bibliotek (wersje podane niżej lub nowsze):
- gnustep-make 2.6.1
- gnustep-base 1.24
- gnustep-gui 0.22
- gnustep-back 0.22
- libobjc2 1.6